# Dunja Rajter
Dunja Rajter (Našice, 3 maart 1946) is een Duitse schlagerzangeres en actrice.

## Jeugd
Reeds als schoolmeisje zong ze in het kinderkoor van haar vader, de muziekdocent Rudolf Rajter uit Zagreb. Ze studeerde aan de Theateracademie in Zagreb. Na het behalen van haar acteursdiploma werd ze in 1963 opgenomen in het Theater-Ensemble van Zagreb. In 1962 stond ze voor de camera in een tv-serie. Mario Nardelli, die haar later zou begeleiden op gitaar, had de muziek geschreven.

## Film en televisie
In 1964 ging ze naar Duitsland, waar ze werd ontdekt door Horst Lippmann en waar ze als actrice in meerdere speelfilmen en tv-producties meewerkte. De meest succesvolle films waren Winnetou 1, Unter Geiern en Der Beginn, waarvoor ze de Adolf-Grimme-prijs ontving. De meest succesvolle tv-producties waren Salto Mortale, Großer Mann was nun, Das Traumschiff en Tisch und Bett. Ze werd algemeen bekend door optredens in tv-shows, zoals Vergißmeinnicht, Der goldene Schuß en Einer wird gewinnen.

## Muziek
In het begin van de jaren 1970 werd ze als zangeres bekend. Met schlagers als Was ist schon dabei (1970) en Salem Aleikum (1971) kwam ze in de hitparade. Met de nummers Junges Herz (1977) en Ich glaub dir (1980) trad ze op in de ZDF-Hitparade. Ze was te gast in Harry Belafontes Amerikaanse tv-show, in verschillende tv-magazines in Frankrijk, kreeg een eigen personality-show bij de Duitse televisie en ging met Ivan Rebroff op tournee in Europa. Haar liederen waren een mengeling van schlager en chanson. In 1986 bewandelde ze nieuwe wegen in de muziek en trad op met onder andere George Danzer, Klaus Hoffmann en Konstantin Wecker op kleinkunst-podia. In 1993 trad Rajter op bij de Berlijnse Jedermann-Festspiele en in 2003 als gastster in Old Surehand bij de Karl May-Spelen in Bad Segeberg. In het seizoen 2008/2009 was ze te bewonderen in de rol van Golde in Anatevka in het Trierer Theater. In 2012 speelde ze bij de Karl-May-Spelen in Bad Segeberg de voodoopriesteres Marie Laveau.

## Privéleven
Haar eerste huwelijk was met de cameraman Gérard Vandenberg, dat later werd ontbonden. Van 1972 tot 1976 was ze getrouwd met zanger en bandleider Les Humphries, met wie ze een zoon had, Danny Leslie Humphries (1974), die zich aandiende als zanger en gitarist in de band Glow. In augustus 2009 trouwde ze in het Kroatische Zadar met haar langjarige vriend, de marketing-adviseur Michael Eichler.

## Discografie

### Singles
- 1970: Was ist schon dabei
- 1971: Salem Aleikum
- 1971: Chiribi, chiriba, chiribu
- 1972: Meine Malaika
- 1972: Joschi war ein Zigeuner
- 1973: Viva, Viva Fiesta
- 1977: Junges Herz
- 1977: Es könnte sein – es muß nicht sein
- 1979: Ich überleb's (I will survive)
- 1980: Ich glaub dir
- 1980: Seasons
- 1981: The melody plays
- 1989: Gelber Mond

### Albums
- 1965: Lieder aus Jugoslawien
- 1966: Lieder und Chansons
- 1967: Lieder vom Balkan
- 1969: Dunja
- 1971: Wenn die Rosen blüh’n
- 1978: Mich gibt’s
- 1991: An den Ufern der Nacht
- 2000: Ein liebevolles Lächeln
- 2013: Lieder Meines Lebens
- 2021: Ich will das Leben spüren

## Filmografie
- 1961: Carevo novo ruho – regie: Ante Babaja
- 1961: Pustolov pred vratima – regie: Šime Simatović
- 1963: Winnetou 1
- 1964: Teufel im Fleisch – regie: Hermann Wallbrück
- 1964: Unter Geiern – regie: Alfred Vohrer
- 1965: Der unheimliche Mönch – regie: Harald Reinl
- 1966: Der Beginn (tv) – regie: Peter Lilienthal
- 1967: Großer Mann, was nun? (tv) – regie: Eugen York
- 1967: Das Kriminalmuseum: Teerosen (tv) – regie: Georg Tressler
- 1967: Lösegeld für Mylady (tv) – regie: Georg Wildhagen
- 1967: Kuckucksjahre – regie: George Moorse
- 1967: Das große Glück
- 1967: St. Pauli zwischen Nacht und Morgen
- 1968: Die Mühle von Sanssouci (tv) – regie: Erich Neureuther
- 1970: Sir Henri Deterding (tv) – regie: Jürgen Goslar
- 1970: Der Kommissar: Anonymer Anruf – regie: Helmut Käutner
- 1972: Salto Mortale: Gastspiel in Stockholm (tv) – regie: Michael Braun
- 1978: Zwei himmlische Töchter: Eine Prinzessin nach Hoftenstein
- 1979: Die Brut des Bösen
- 1986: Das Traumschiff: Bali – regie: Hans-Jürgen Tögel
- 1990: Roda Roda (tv) – regie: Hermann Leitner
- 1993: Tisch und Bett (tv)
- 1994: Ihre Exzellenz, die Botschafterin (tv) – regie: Peter Deutsch
- 2009: Löwenzahn: Wildes Kraut – Der unschlagbare Löwenzahn  (tv)
- 2010: Mord in bester Gesellschaft: Das Ende vom Lied (tv) – regie: Hans Werner
- 2011: Kreuzfahrt ins Glück: Kroatien (tv)
- 2014: Alles ist Liebe

- Gemeinsame Normdatei: 134491467
- International Standard Name Identifier: 0000 0003 7243 9226
- MusicBrainz: 86e397ee-6472-4e9d-a8e7-484adcdbc761
- Virtual International Authority File: 79644470
- WorldCat: E39PBJt8mtQVvrbKjWxkPxtR8C